# Cerkev sv. Jakoba in Filipa, Certaldo
Cerkev sv. Jakoba in Filipa stoji v zgornjem srednjeveškem delu mesta Certaldo v metropolitanskem mestu Firence, škofiji Firence.
Gre za stavbo v romanskem slogu: v njej so poleg številnih umetniških del posmrtni ostanki velikega pisatelja iz 14. stoletja Giovannija Boccaccia in blažene Giulie Della Rena, njegove sodobnice in zavetnice Certalda.
V bližini cerkve je kompleks avguštinskega samostana, kjer je danes muzej sakralne umetnosti Museo di arte sacra del luogo, dela pa prihajajo tudi iz te cerkve.

## Zgodovina
Cerkev in samostanski kompleks sta bila verjetno zgrajena proti koncu 12. stoletja, hkrati z razvojem utrjenega jedra mesta Certaldo. Prvotno je bila posvečena svetnikoma Mihaelu in Jakobu. Samostan z opečnimi stebri sega v konec 14. stoletja.
V srednjem veku je bila v kompleksu kanonična skupnost in od leta 1422 avguštinci, ki so ostali do zatrtja leta 1783.
Samostan v bližini cerkvene stavbe so do 1990-ih uporabljali različni verski redovi, nato pa je  od leta 2001 Muzej sakralne umetnosti.

## Opis
Cerkev, zgrajena iz opeke in peščenjaka, ima eno široko ladjo, ki se konča s polkrožno apsido.
Zunanjost prikazuje nekatere terakota okraske, kot so arhivolti enojnih lancetnih oken in krona opečne apside, razporejene kot žagini zobje. Nad apsido je križno okno, ki ga obdajata dva majhna stopničasta romba.
Vstopna vrata, ki se uporabljajo danes, so rezultat posega leta 1633: pred tem datumom je bilo celotno območje trga pred fasado uporabljeno kot pokopališče, zato so bila vhodna vrata v cerkev (še danes so) ob strani cerkve in gleda na današnjo ulico Via Boccaccio.
Zvonik ima v skladu s fasado piramidalno streho, ki je rezultat obnove, ki jo je v 1960-ih izvedel nadzornik Firence: prvotna streha je bila v 19. stoletju porušena, da bi dvignili zvonik, kot je mogoče videti na nekaterih starih slikah.

### Notranjost
Notranjost je danes zelo gola, z izpostavljeno opeko, po radikalnih obnovah, ki jih je v 1960-ih promoviral nadzornik Firence. Ob tej priložnosti je bila na levi strani porušena kapela, zgrajena sredi 19. stoletja, posvečena blaženi Giulii; odstranjeni so bili vsi novoveški okraski, vključno s sliko, na kateri je bil upodobljen Kristus, postavljena v apsidalni kotlini, morda iz delavnice Galileja Chinija v začetku 20. stoletja, končno pa je bila ponovno postavljena večina opreme.
Strop podpira vrsta ogromnih lesenih nosilcev.
Pod oltarjem v niši so v žari, izdelani leta 1689, posmrtni ostanki blažene Giulie Della Rena: na mizi tega oltarja je predela iz druge polovice 15. stoletja, ki prikazuje o čudežih blažene Giulije.
Nedvomno je najbolj znan "gost" Giovanni Boccaccio, katerega grob je zaznamovan z veliko marmornato talno ploščo v središču ladje, in jo je izdelal kipar Mario Moschi (Lastra a Signa, 1896 - Firence, 1971), replika znamenite freske Andree del Castagno, del slavne serije slavnih mož, ki jih je naslikal, zdaj v galeriji Uffizi. Prva skica tega nagrobnika je na ogled v pritličju Casa Boccaccio. Pozor: ostanki Boccaccia niso pod omenjeno ploščo, temveč pod majhno belo ploščico v neposredni bližini.

### Razpelo Petrognano
Tako imenovano razpelo Petrognano ali di San Donnino je že nekaj let postavljeno v apsido cerkve. Delo, ki je bilo prvič shranjeno v sobi sosednjega muzeja sakralne umetnosti v Certaldu, je datirano na različne načine: danes je predlagano med letoma 1240 in 1245.
Gre za veliko leseno skulpturo (2,20 x 2,05 m): te zelo pomembne dimenzije kažejo, da se nobena od dveh cerkva, San Pietro v Petrognanu in San Giovanni Battista in Jerusalem a San Donnino nista primerni za njegovo gostovanje, ker sta skromne velikosti.
Tudi avtor ostaja neznan: Gamba (1933) jo je zaradi močne podobnosti že primerjal s skulpturo blizu  Nicola Pisana. V zadnjem času jo povezujejo tudi z mladostno produkcijo Arnolfa di Cambia.
Razpelo Petrognano je triumfalnega tipa, razprtih oči v zmagi nad smrtjo.

### Druga umetniška dela
V cerkvi so ohranjena številna druga umetniška dela.
- Z desne strani na oltarni polici groba blažene Giulie Della Rena najdemo prej omenjeno predelo z zgodbami o življenju blažene. Prva epizoda predstavlja Čudež otroka, rešenega pred ognjem; drugi prikazuje Čudež svežih cvetov, ki so čudežno vzniknili tudi pozimi v celici Blažene. Sledi Pogreb blažene in zadnja epizoda Reševanje viteza; na dveh skrajnih straneh vidimo grb, ki se nanaša na družino Tinolfi, plemenito florentinsko družino, s katero je bila Beata Giulia v sorodu.
- Na straneh apside sta postavljena dva pološčena terakota ciborija. Tisti na levi, starejši, je delo Benedetta Buglionija, podaril ga je vikar Ludovico Pucci v letih 1499 - 1500. Drugega je izdelala delavnica Andrea della Robbia, vikar Ristoro d'Antonio Serristori pa jo je podaril v letih 1502 - 1503.
- Med obema ciborjema je velik oltar (200 x 111 cm), prav tako v pološčeni terakoti, iz delavnice Giovannija delle Robbia z Madonno della Neve s svetniki. Antonio in Bartolomeo: oltarna slika je bila narejena za cerkev San Martino a Maiano, nedaleč od Certalda in je bila zaradi varnostnih razlogov preseljena sem.
- V niši, odkriti leta 1861, je levo od vstopajočih freska iz 14. stoletja (okoli 1315 - 1320) z Marijo in otrokom ter svetnikoma Jakobom in Petrom, z donatorjem, Memmo di Filippuccio, slikar, ki je delal tudi v San Gimignanu.
- Na isti strani je tudi kenotaf Boccaccia z marmornatim doprsnim kipom, ki ga je izklesal Giovan Francesco Rustici, ki ga je leta 1503 naročil vikar Lattanzio Tedaldi, postavljen nad epitaf, ki ga je narekoval humanist Coluccio Salutati.

- Memmo di Filippuccio, Marija z otrokom in svetima Jakobom in Petrom.
- Giovan Francesco Rustici, Boccacciovo poprsje
- Delavnica Giovanni della Robbia, Marija snežna in svetnika

Zaradi omenjenih restavratorskih posegov, ki so privedli do rušenja baročnih oltarjev, so se številna dela združila v stalno zbirko sosednjega muzeja sakralne umetnosti. To so:
- dva velika lesena kipa, na katerih sta upodobljena San Nicola da Tolentino in San Giovanni da San Facondo (1,62 m in 1,73 m) neznanega sienskega kiparja iz srede 17. stoletja.
- številna zlatarska dela, med katerimi zagotovo izstopa doprsni kip blažene Giulije v izklesanem srebru Paola Laurentinija (1652 - 1653